# Olympische Winterspiele 2002/Teilnehmer (Slowakei)
| Gelbes Symbol für Goldmedaillen mit stilisierten Olympischen Ringen | Graues Symbol für Silbermedaillen mit stilisierten Olympischen Ringen | Braundes Symbol für Bronzemedaillen mit stilisierten Olympischen Ringen |
| ------------------------------------------------------------------- | --------------------------------------------------------------------- | ----------------------------------------------------------------------- |
| —                                                                   | —                                                                     | —                                                                       |

Die Slowakei nahm an den Olympischen Winterspielen 2002 im US-amerikanischen Salt Lake City mit einer Delegation von 49 Athleten in zehn Disziplinen teil, davon 38 Männer und 11 Frauen. Ein Medaillengewinn gelang keinem der Athleten.
Fahnenträger bei der Eröffnungsfeier war der Eishockeyspieler Róbert Petrovický.

## Teilnehmer nach Sportarten

### Biathlon
Männer
- Marek Matiaško
10 km Sprint: 39. Platz (27:12,6 min)
12,5 km Verfolgung: 43. Platz (37:26,0 min)
20 km Einzel: 52. Platz (57:37,8 min)

Frauen
- Martina Halinárová
7,5 km Sprint: 13. Platz (22:11,9 min)
10 km Verfolgung: 18. Platz (33:26,4 min)
15 km Einzel: 9. Platz (48:47,5 min)
4 × 7,5 km Staffel: 5. Platz (1:30:11,5 h)

- Tatiana Kutlíková
7,5 km Sprint: 64. Platz (25:18,3 min)

- Soňa Mihoková
7,5 km Sprint: 21. Platz (22:32,1 min)
10 km Verfolgung: 21. Platz (33:57,4 min)
15 km Einzel: 14. Platz (50:00,7 min)
4 × 7,5 km Staffel: 5. Platz (1:30:11,5 h)

- Anna Murínová
7,5 km Sprint: 35. Platz (23:10,0 min)
10 km Verfolgung: 35. Platz (35:14,6 min)
15 km Einzel: 53. Platz (54:39,2 min)
4 × 7,5 km Staffel: 5. Platz (1:30:11,5 h)

- Marcela Pavkovčeková
15 km Einzel: 33. Platz (52:03,7 min)
4 × 7,5 km Staffel: 5. Platz (1:30:11,5 h)

### Bob
Männer, Zweier
- Milan Jagnešák, Róbert Kresťanko (SVK-1)
30. Platz (3:16,11 min)

Männer, Vierer
- Milan Jagnešák, Braňo Prieložný, Marián Vanderka, Róbert Kresťanko (SVK-1)
24. Platz (3:15,42 min)

### Eishockey
Männer
| - Ján Lašák - Pavol Rybár - Rastislav Staňa - Richard Lintner - Ivan Majeský - Dušan Milo - Jaroslav Obšut - Richard Pavlikovský - Peter Smrek - Ľubomír Višňovský - Ľuboš Bartečko - Pavol Demitra | - Michal Handzuš - Marián Hossa - Richard Kapuš - Žigmund Pálffy - Ján Pardavý - Rastislav Pavlikovský - Róbert Petrovický - Miroslav Šatan - Richard Šechný - Jozef Stümpel - Jaroslav Török |

- 13. Platz

### Eiskunstlauf
Frauen
- Zuzana Babiaková
21. Platz (31,0)

Paare
- Oľga Beständigová & Jozef Beständig
17. Platz (25,5)

### Nordische Kombination
- Michal Pšenko
Sprint (Großschanze / 7,5 km): 39. Platz (20:07,3 min)
Einzel (Normalschanze / 15 km): 38. Platz (46:06,2 min)

### Rennrodeln
Männer, Einsitzer
- Ľubomír Mick
35. Platz (3:05,818 min)

- Jaroslav Slavík
16. Platz (3:00,063 min)

Männer, Doppelsitzer
- Ľubomír Mick & Walter Marx
9. Platz (1:26,706 min)

Frauen
- Veronika Sabolová
21. Platz (2:56,312 min)

### Shorttrack
Männer
- Matúš Užák
500 m: 24. Platz (im Vorlauf ausgeschieden)
1000 m: 29. Platz (im Vorlauf ausgeschieden)
1500 m: 19. Platz (im Vorlauf ausgeschieden)

### Ski Alpin
Männer
- Ivan Heimschild
Abfahrt: 47. Platz (1:46,36 min)
Super-G: 28. Platz (1:27,74 min)
Riesenslalom: Rennen nicht beendet
Slalom: Rennen nicht beendet
Kombination: 24. Platz (3:36,78 min)

- Michal Rajčan
Slalom: 19. Platz (1:48,66 min)
Kombination: im Abfahrtsrennen disqualifiziert

Frauen
- Veronika Zuzulová
Riesenslalom: 22. Platz (2:38,63 min)
Slalom: Rennen nicht beendet

### Skilanglauf
Männer
- Martin Bajčičák
15 km klassisch: 24. Platz (39:39,4 min)
20 km Verfolgung: 50. Platz (27:30,0 min)
30 km Freistil: 32. Platz (1:16:08,5 h)
50 km klassisch: 12. Platz (2:13:07,9 h)

- Ivan Bátory
15 km klassisch: 21. Platz (39:32,0 min)
20 km Verfolgung: 25. Platz (25:05,7 min)
50 km klassisch: 25. Platz (2:17:25,2 h)

Frauen
- Jaroslava Bukvajová
10 km klassisch: 46. Platz (31:50,5 min)
10 km Verfolgung: 58. Platz (nicht für die 5 km Freistil qualifiziert)

### Snowboard
Frauen
- Jana Šedová
Parallel-Riesenslalom: 14. Platz